# Bongwater

Bongwater est une comédie noire réalisé par Richard Sears, adapté du roman éponyme de Michael Hornburg

## Synopsis
David, artiste inspiré et dealer à ses heures, tombe amoureux de Serena. Mais après une crise de jalousie, la jeune femme s'envole pour New York pour rejoindre Tommy, un très grand amateur d'héroïne. David va tout faire pour la retrouver.

## Fiche technique
- Titre : Bongwater
- Réalisation : Richard Sears
- Scénario : Nora Maccoby et Eric Weiss adapté du roman Bongwater de Michael Hornburg
- Musique : Josh Mancell, Mark Mothersbaugh
- Production : Laura Bickford
- Pays de production : États-Unis
- Année : 1997
- Durée : 97 minutes

## Distribution
- Luke Wilson : David
- Alicia Witt : Serena
- Amy Locane : Jennifer
- Brittany Murphy : Mary
- Jack Black : Devlin
- Andy Dick : Tony
- Jeremy Sisto : Robert
- Jamie Kennedy : Tommy
- Scott Caan : Bobby

## Article annexe
- Psychotrope au cinéma et à la télévision